# Pieter Huys

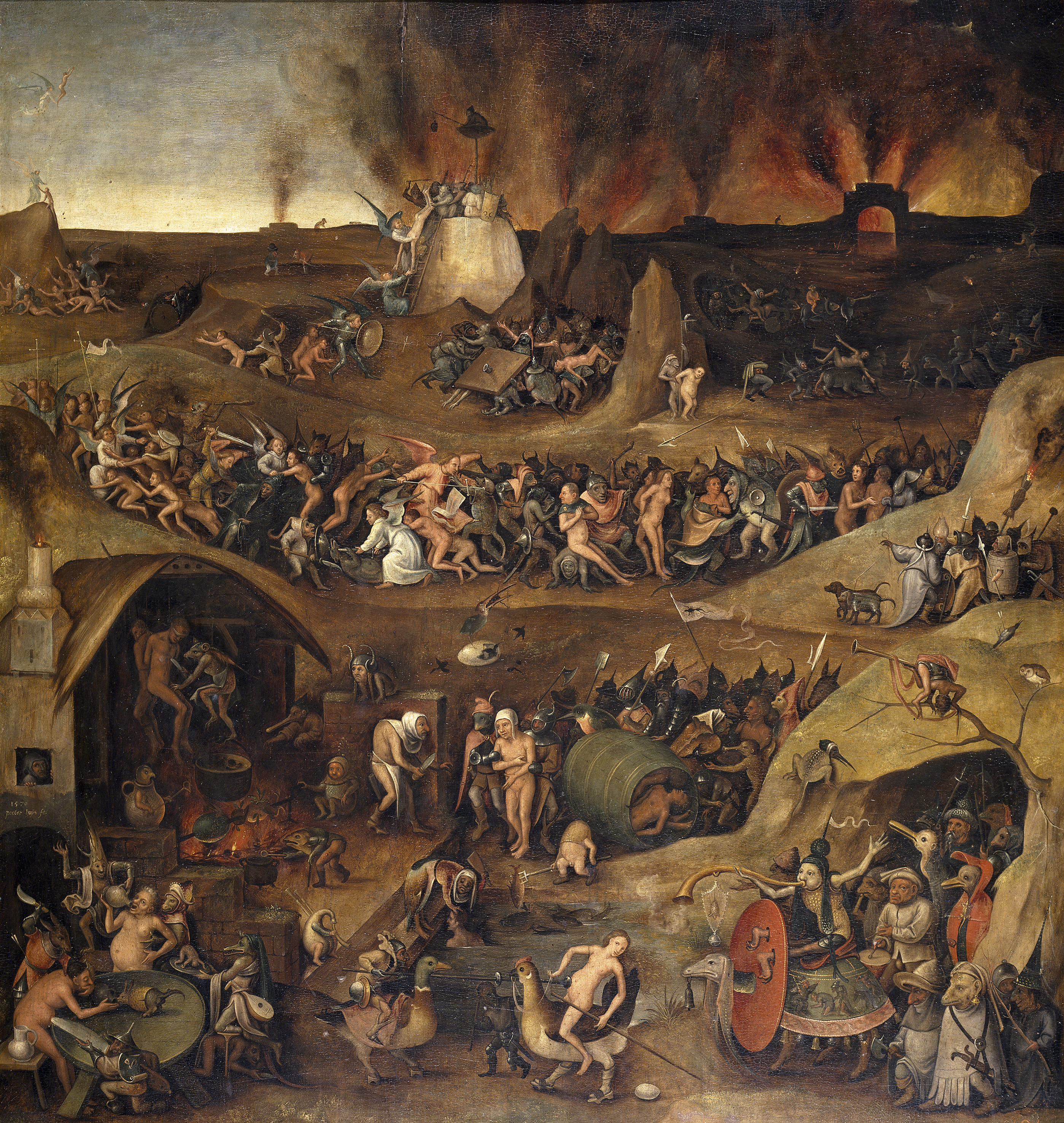
El Infierno, firmado «1570/peeter huys fe.», óleo sobre tabla, 86 x 82 cm, Madrid, Museo del Prado.

Pieter Huys, también escrito Peeter (Amberes, c. 1519-c. 1584), fue un pintor e ilustrador flamenco, activo en Amberes entre 1545 y 1577, fecha de su último trabajo firmado.
Hijo de un mal conocido pintor de paisajes, ingresó en el gremio de San Lucas de Amberes en 1545. Colaboró con Hieronymus Cock y se familiarizó con el arte de Pieter Brueghel el Viejo y del Bosco, cuyas influencias son patentes en el reducido número de sus pinturas al óleo, tanto en la elección de sus temas como en su aspecto formal. Desde 1560 trabajó asiduamente para el impresor Cristóbal Plantino, para quien, entre otros muchos trabajos, realizó la mayor parte de los dibujos empleados en las ilustraciones de la Biblia Regia y de los Humanae salutis monumenta de Benito Arias Montano, grabados por los hermanos Johan y Hieronymus Wierix entre otros artistas.

## Obras
- La tentación de San Antonio (1547), óleo sobre tabla, 71 × 103 cm, París, Musée du Louvre.
- San Cristóbal (c. 1550-60) Temple sobre tabla de roble, ND Gr., Sammlung Oskar Reinhart, Winterthur.
- El Juicio Final (1554), óleo sobre tabla, 1,33 x 1,00 m, Bruselas, Musée Royaux des Beaux-Arts de Belgique.
- El Infierno (1570), óleo sobre tabla, 86 × 82 cm, Madrid, Museo del Prado.
- Tentaciones de San Antonio (1577), óleo sobre tabla, 77 × 94 cm, Amberes, Museum Mayer van den Bergh.